# Memorandum d'intesa
Un memorandum d'intesa (più formalmente protocollo d'intesa) è un documento giuridico che descrive un accordo tra due o più parti. Esso esprime una convergenza di interessi fra i soggetti di diritto interessati, e indica una comune linea di azione prestabilita, piuttosto che un vero e proprio vincolo contrattuale. È un'alternativa formale rispetto ad un semplice accordo tra gentiluomini (gentlemen's agreement), che generalmente non ha il potere di un contratto.
In ambito internazionale si usa l'espressione inglese memorandum of understanding (MoU).

## Diritto privato
In diritto privato, memorandum d'intesa è sinonimo di lettera di intenti ed è particolarmente diffuso nella common law inglese. Esempi classici di MoU sono quelli che vengono elaborati negli Stati Uniti per regolare i dibattiti elettorali durante le campagne presidenziali; celebre quello di 32 pagine, stilato il 20 settembre 2004, tra il repubblicano George W. Bush e il democratico John Kerry.

## Diritto pubblico internazionale
Nelle relazioni internazionali, uno dei vantaggi di un MoU rispetto ad un trattato è che il testo di un MoU può essere mantenuto riservato. Inoltre esso può essere messo in atto in molte nazioni senza bisogno di ratifiche. Un MoU è più facilmente modificabile e adattabile rispetto ad un trattato che può richiedere un lungo processo di negoziazione. La decisione di una ratifica, comunque, è determinata dalle leggi interne alle parti e dipende in larga misura dal soggetto in discussione.
Sebbene i MoU in campo multilaterale siano abbastanza infrequenti, gli accordi transnazionali dell'aviazione sono dei MoU.